# Saint-Ybard
Saint-Ybard (Sanch Ibarch auf Okzitanisch) ist eine ehemalige französische Gemeinde mit 717 Einwohnern (Stand: 1. Januar 2022) im Département Corrèze in der Region Nouvelle-Aquitaine. Sie gehörte zum Arrondissement Tulle.
Saint-Ybard erhielt 2024 die Auszeichnung „Zwei Blumen“, die vom Conseil national des villes et villages fleuris (CNVVF) im Rahmen des jährlichen Wettbewerbs der blumengeschmückten Städte und Dörfer verliehen wird.
Der Erlass des Präfekten vom 25. September 2024 legte mit Wirkung zum 1. Januar 2025 die Eingliederung von Saint-Ybard als Commune déléguée zusammen mit den früheren Gemeinden Saint-Martin-Sepert und Saint-Pardoux-Corbier zur Commune nouvelle Les Trois-Saints fest.

## Geografie

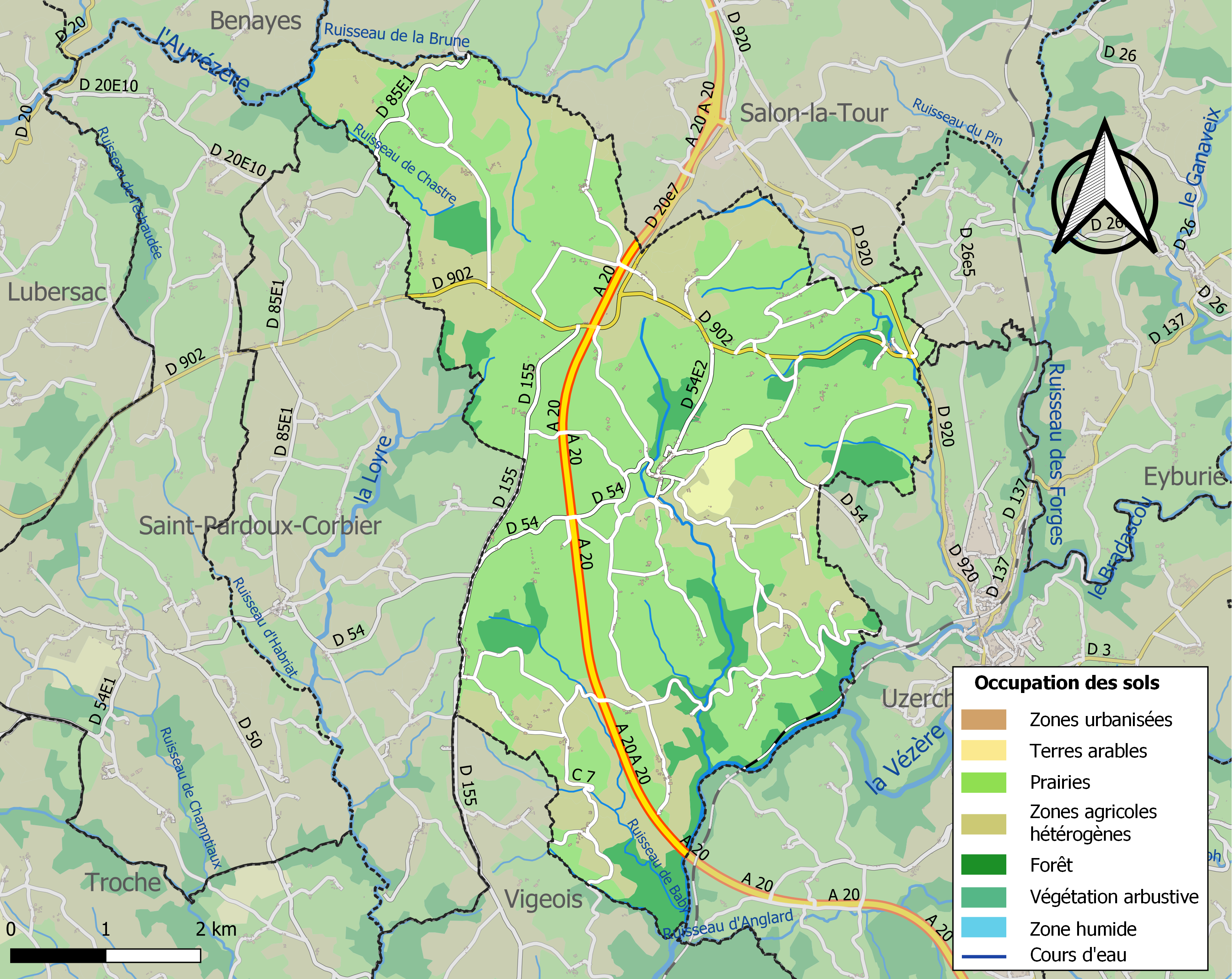
Bodennutzung, Infrastruktur und Hydrografie von Saint-Ybard (2018)

Saint-Ybard liegt am Rande des Zentralmassivs, etwa 28 Kilometer nordwestlich von Tulle und etwa 32 Kilometer nördlich von Brive-la-Gaillarde in der historischen Provinz des Limousin. Das Gemeindegebiet liegt im Einzugsgebiet der Dordogne. Die Oberläufe der Vézère und Auvézère sowie der Bradascou durchziehen das Ortsgebiet. Das Zentrum liegt auf einer Höhe von etwa 400 m. Das Bodenrelief ist hügelig mit durch die Flüsse eingeschnittenen Tälern. Die maximale Höhe wird nordwestlich des Zentrums an einer Erhebung mit 497 m gemessen, die minimale mit 270 m im Süden beim Austritt der Vézère aus dem Ortsgebiet.
Teile des Gebiets von Saint-Ybard gehören zum Natura-2000-Schutzgebiet „Vallée de la Vézère d’Uzerche à la limite départementale 19/24“ (FR7401111) und von zwei ZNIEFF-Naturzonen. 89 % der Fläche von Saint-Ybard werden landwirtschaftlich, vor allem als Weideland genutzt, 11 % sind bewaldet (Stand: 2018).
Umgeben wird Saint-Ybard von den Nachbargemeinden Salon-la-Tour im Norden, Condat-sur-Ganaveix im Nordosten, Uzerche im Osten und Vigeois im Süden, den Communes déléguées Saint-Martin-Sepert im Westen und Saint-Pardoux-Corbier im Nordwesten sowie von der Nachbargemeinde Benayes im Nordwesten.

## Wappen
Beschreibung: In Rot ein mit großen Eisenhutfeh belegter Pfahl und ein silberner fünflätziger Turnierkragen am oberen Schildrand.

## Geschichte
Die Kirchengemeinde von Saint-Ybard wurde unter diesem Namen erstmals im Jahre 987 im Kopialbuch von Uzerche urkundlich erwähnt. Der Name geht auf den heiligen Eparchius, oder auch Cybard von Angoulême genannt, zurück.
Doch die Besiedlungsgeschichte dieser Region ist schon älter. Eine hier vorbeiführende Fernstraße bestand in der Bronze- und Eisenzeit zwischen dem Atlantik und dem Mittelmeer sowie ein Kammweg, der das Haut-Limousin mit dem Bassin de Brive verband und bis ins 19. Jahrhundert hinein genutzt wurde.
Vom 10. bis zum 12. Jahrhundert gehörte Saint-Ybard den Vizegrafen von Limoges und der Baronie de Bret. Ab dem 13. Jahrhundert bis zum 18. Jahrhundert stand die Gemeinde unter der Herrschaft der Familie von Pérusse des Cars aber auch unter den religiösen Interessen der Abtei von Uzerche. Im 17. und 18. Jahrhundert stand die Gemeinde in dem Ruf reicher als die Nachbargemeinden zu sein.
Die Französische Revolution hatte – abgesehen von der Zerstörung des Schlosses Garaboeuf – keine negativen Auswirkungen auf die Gemeinde. So erreichte danach im Jahre 1846 der Ort seine größte Bevölkerungszahl mit 1636 Einwohnern. Doch zwei Weltkriege und die Landflucht im 20. Jahrhundert sorgten für eine ständige Verkleinerung der Bevölkerung von Saint-Ybard.

## Bevölkerungsentwicklung
| Jahr                       | 1962 | 1968 | 1975 | 1982 | 1990 | 1999 | 2006 | 2013 | 2020 |
| Einwohner                  | 840  | 770  | 703  | 660  | 592  | 590  | 643  | 662  | 694  |
| Quellen: Cassini und INSEE |      |      |      |      |      |      |      |      |      |

Im 19. Jahrhundert hatte Saint-Ybard beständig zwischen 1300 und 1600 Einwohner. Die Mechanisierung der Landwirtschaft führte zu einem deutlichen Rückgang von Arbeitsplätzen und damit auch der Einwohnerzahlen bis auf die Tiefststände in den 1990er Jahren.

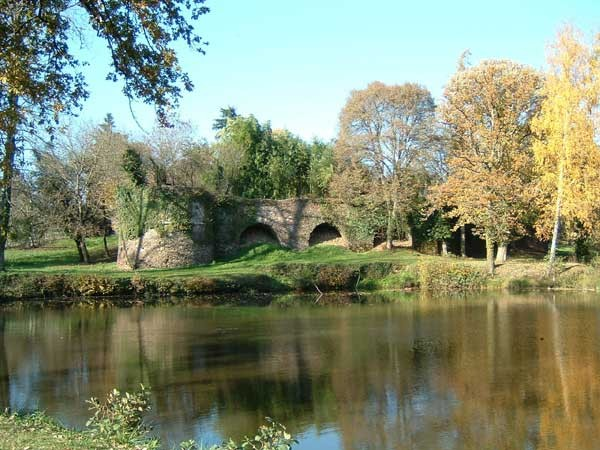
Ruinen des Schlosses Garaboeuf

## Sehenswürdigkeiten
- Entsprechend ihrer Bruchsteinmauern ist die einschiffige, seit dem 19. Jahrhundert dem Cybard von Angoulême geweihte Pfarrkirche ein Werk des 12. und 13. Jahrhunderts; entsprechende Stilelemente finden sich am Portal und an der Apsis. Die Einwölbung des Kirchenschiffs erfolgte im 15. Jahrhundert und im 19. Jahrhundert wurde der Turm erneuert.
- Die Ruinen des Schlosses Garaboeuf liegen malerisch an einem See.

## Wirtschaft
Der Ort lebte jahrhundertelang von der landwirtschaftlichen Selbstversorgung; größere Städte und damit Märkte waren zu weit entfernt. Im 17. und 18. Jahrhundert entstanden entlang der Vézère kleinere Metallschmelzen und Papiermühlen. Heutzutage spielt der Tourismus in Form der Vermietung von Ferienwohnungen (gîtes) eine nicht unbedeutende Rolle für die Einnahmen des Ortes.

## Gemeindepartnerschaft
- Saint-Ybars im Département Ariège

## Persönlichkeiten
- Simone de Beauvoir (1908–1986), die französische Schriftstellerin verbrachte in ihrer Jugend die Ferien in Saint-Ybard bei ihrem Großvater.[6]
- Hortense Dufour (* 1946), französische Schriftstellerin, verbrachte ebenfalls in ihrer Jugend die Ferien in Saint-Ybard bei ihrem Großvater.[6]